# Ergonom
Ergonom je odborný manažer koordinující komplexní využívání poznatků různých vědních disciplín k dokumentování, hodnocení i navrhování systémů interakce člověka, produktů a celého prostředí za účelem dosažení nepovrchního komfortu lidského organismu. Jeho nejdůležitější kvalifikací je schopnost vyváženého systémového myšlení a výkonná intrapersonální, interpersonální i přírodovědná inteligence.
Roku 2020 byla Ministerstvem práce a sociálních věcí vymezena profesní kvalifikace "Specialista v ergonomii", která umožňuje zařazení ergonomů ve struktuře českých organizací. Certifikaci vydává na základě odborných zkoušek Česká ergonomická společnost společně s Výzkumným ústavem bezpečnosti práce Praha.

## Odborná sdružení
České ergonomy sdružuje Česká ergonomická společnost, která je součástí International Ergonomics Association (IEA) a Federation of European Ergonomics Societies (FEES).